# Weißenstein (Lennestadt)
Weißenstein ist ein Ortsteil von Lennestadt im Kreis Olpe in Nordrhein-Westfalen.
Der Ort mit Ende Juni 2020 13 Einwohnern liegt nordwestlich des Kernbereichs von Lennestadt zwischen den Ortsteilen Halberbracht und Ernestus.

## Geschichte

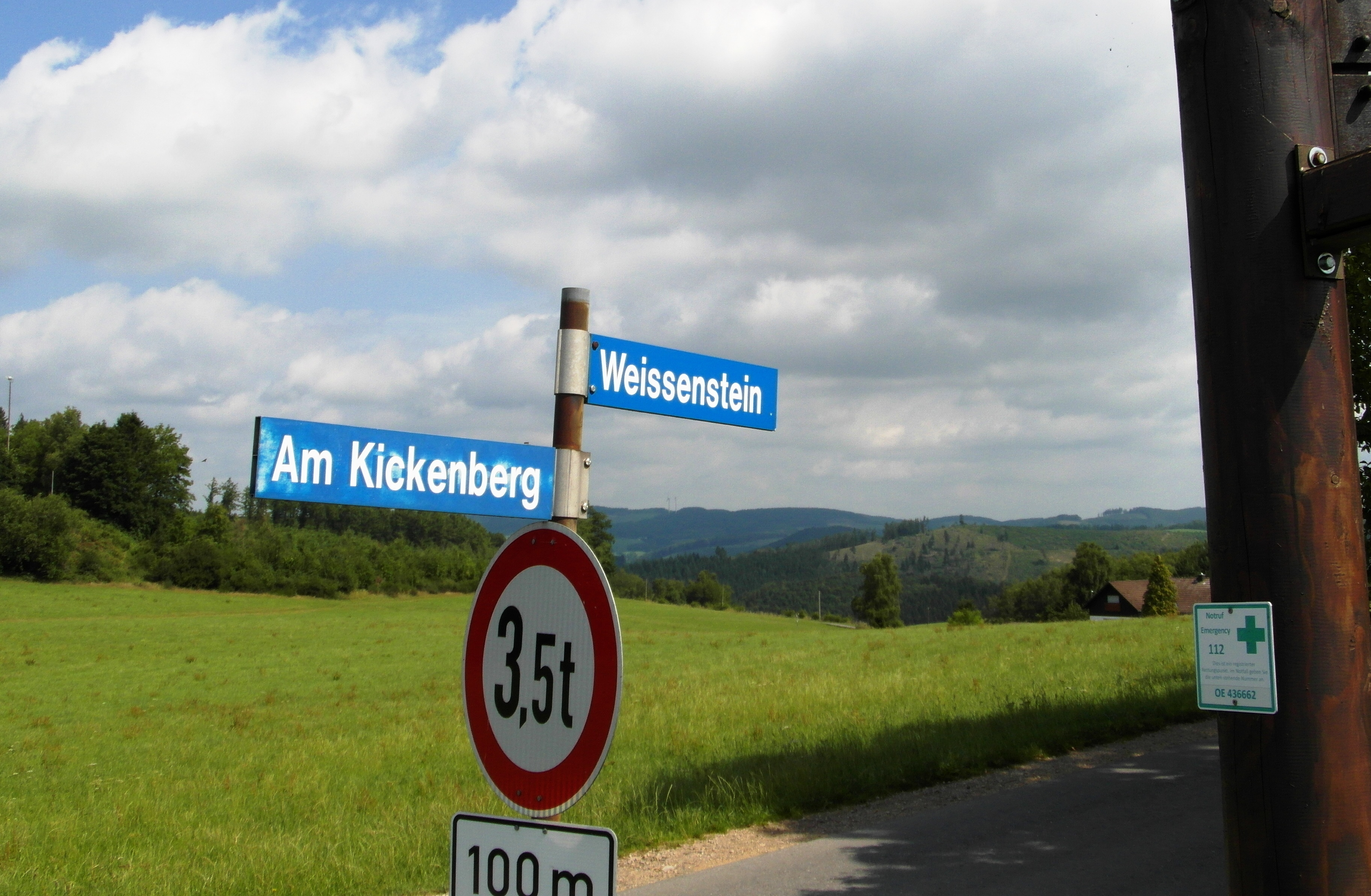
Hinweisschild auf das ehemalige Bergbaugebiet Weißenstein nahe Halberbracht

Weißenstein entstand in der zweiten Hälfte des 19. Jahrhunderts an der Straße von Halberbracht nach Ernestus. Auf Messtischblättern des frühen 20. Jahrhunderts ist der Ort mit Weissenstein beschriftet. Der Ort gehörte im 19. Jahrhundert zur Gemeinde Elspe im Amt Bilstein des Kreises Olpe.
Der wirtschaftliche Hintergrund für die Ortsbesiedlung war der Erzbergbau in den Räumen von Halberbracht und Meggen, der Mitte des 19. Jahrhunderts begann und in den 1990er-Jahren endete (s.auch Halberbracht#Bergbau).
Anfang der 1950er-Jahre standen in Weißenstein 8 Wohnhäuser, in denen insgesamt 60 Menschen lebten. Der Rückgang der Einwohner auf derzeit 17 Personen ist wesentlich beeinflusst durch den Wegfall des Bergbaus. Einige Häuser wurden abgerissen; die noch vorhandenen Häuser liegen verstreut über das ehemalige Abbaugebiet.

## Der Schwerspatabbau
Der Bergbauwanderweg Halberbracht erinnert an zwei Haltepunkten (Nr. 7 und 8) daran, dass in der Nähe von Weißenstein Schwerspat abgebaut wurde und dort das Meggener Erzlager entstanden ist.
Erste Abbauversuche wurden in der Zeit ab 1875 unternommen. Sie waren jedoch mangels ausreichender Verwendungsmöglichkeiten für Schwerspat noch nicht erfolgreich. Die Situation änderte sich in den 1890er-Jahren, als der Chemiker Rudolf Sachtleben am Niederrhein eine Lithoponefabrik aufbaute. Da die benötigten Rohstoffe Schwerspat und Zinksulfid in den Bergbaubereichen Meggen und Halberbracht vorhanden waren, erwarb Dr. Rudolf Sachtleben in den Jahren 1906 und 1913 die Mehrheit an den damaligen bergrechtlichen Gewerkschaften Siegena und Sicilia. Die Gewerkschaft Sicilia hatte im Jahr 1910 wichtige Schwerspat-Grundstücke (u. a. am Weißenstein, am Hastenberg und in Schmelzers Tannen) von dem Landwirt und Fuhrunternehmer Johann Josef Schmelzer erworben.
In einem Profilschaubild an dem Haltepunkt 7 des Bergbauwanderwegs werden die Lagerungsverhältnisse in der Nähe von Weißenstein dargestellt; es handelt sich um das Gebiet vom Nordflügel des „Alten Lagers“ bis zum „Neuen Lager“. Der Schwerspat erreichte am „Alten Lager“ eine Mächtigkeit von 5 Metern. Zwischen beiden Lagern bestand vom oberen Stolln aus eine Querverbindung. Die Mundlöcher sämtlicher Stolln befanden sich an der Straße von Meggen nach Halberbracht. Das Mundloch des Bermkestollns steht unter Denkmalschutz.
Im Verlauf der 1970er-Jahre wurden die Bestände an Schwerspat weitgehend abgebaut; Anfang der 1990er-Jahre waren sämtliche Erzvorkommen erschöpft. Der Halberbrachter Bergbau kam zum Erliegen.